# Gosei 2001
Il Gosei 2001 è stata la ventiseiesima edizione del torneo goistico giapponese Gosei. 

## Svolgimento
- W indica vittoria col bianco
- B indica vittoria col nero
- X indica la sconfitta
- +R indica che la partita si è conclusa per abbandono
- +N indica lo scarto dei punti a fine partita
- +F indica la vittoria per forfeit
- +T indica la vittoria per timeout
- +? indica una vittoria con scarto sconosciuto
- V indica una vittoria in cui non si conosce scarto e colore del giocatore

### Fase preliminare
La fase preliminare serve a determinare chi accede al torneo per la selezione dello sfidante. Consiste in un torneo preliminare, i cui vincitori sono qualificati al torneo per la determinazione dello sfidante.

### Determinazione dello sfidante
|  | Primo turno          | Primo turno |  |  | Secondo turno     | Secondo turno |              |                   | Terzo turno | Terzo turno |  |  | Semifinale | Semifinale |  |  | Finale | Finale |
|  |                      |             |  |  |                   |               |              |                   |             |             |  |  |            |            |  |  |        |        |
|  | Katsuaki Kubo        |             |  |  |                   |               |              |                   |             |             |  |  |            |            |  |  |        |        |
|  | Shinji Takao         | B+R         |  |  | Shinji Takao      |               |              |                   |             |             |  |  |            |            |  |  |        |        |
|  | Shigeru Baba         |             |  |  | Hiroshi Yamashiro | W+R           |              |                   |             |             |  |  |            |            |  |  |        |        |
|  | Hiroshi Yamashiro    | W+3,5       |  |  |                   |               |              | Hiroshi Yamashiro |             |             |  |  |            |            |  |  |        |        |
|  | Masahiro Takabayashi |             |  |  | Masao Kato        | W+R           |              |                   |             |             |  |  |            |            |  |  |        |        |
|  | Mitsuhisa Yukawa     | W+R         |  |  | Mitsuhisa Yukawa  |               |              |                   |             |             |  |  |            |            |  |  |        |        |
|  | Naoto Hikosaka       |             |  |  | Masao Kato        | B+R           |              |                   |             |             |  |  |            |            |  |  |        |        |
|  | Masao Kato           | W+R         |  |  |                   |               |              | Masao Kato        |             |             |  |  |            |            |  |  |        |        |
|  | Cho U                |             |  |  | Satoshi Kataoka   | B+R           |              |                   |             |             |  |  |            |            |  |  |        |        |
|  | Yasutaka Sonoda      | B+R         |  |  | Yasutaka Sonoda   |               |              |                   |             |             |  |  |            |            |  |  |        |        |
|  | Tomomi Nakaonoda     |             |  |  | Satoshi Yuki      | W+4,5         |              |                   |             |             |  |  |            |            |  |  |        |        |
|  | Satoshi Yuki         | B+2,5       |  |  |                   |               | Satoshi Yuki |                   |             |             |  |  |            |            |  |  |        |        |
|  | Yuichi Sonoda        |             |  |  | Satoshi Kataoka   | W+R           |              |                   |             |             |  |  |            |            |  |  |        |        |
|  | Cho Sonjin           | B+R         |  |  | Cho Sonjin        |               |              |                   |             |             |  |  |            |            |  |  |        |        |
|  | Norio Kudo           |             |  |  | Satoshi Kataoka   | B+3,5         |              |                   |             |             |  |  |            |            |  |  |        |        |
|  | Satoshi Kataoka      | B+2,5       |  |  |                   |               |              | Satoshi Kataoka   |             |             |  |  |            |            |  |  |        |        |
|  | Rin Kaiho            |             |  |  | Kōichi Kobayashi  | B+9,5         |              |                   |             |             |  |  |            |            |  |  |        |        |
|  | So Yokoku            | B+R         |  |  | So Yokoku         |               |              |                   |             |             |  |  |            |            |  |  |        |        |
|  | Hironari Nakano      |             |  |  | Ō Rissei          | W+R           |              |                   |             |             |  |  |            |            |  |  |        |        |
|  | Ō Rissei             | B+7,5       |  |  |                   |               | Ō Rissei     |                   |             |             |  |  |            |            |  |  |        |        |
|  | Satoru Kobayashi     |             |  |  | Ryu Shikun        | W+2,5         |              |                   |             |             |  |  |            |            |  |  |        |        |
|  | Kunio Ishii          | +F          |  |  | Kunio Ishii       |               |              |                   |             |             |  |  |            |            |  |  |        |        |
|  | Toshiya Imamura      |             |  |  | Ryu Shikun        | B+R           |              |                   |             |             |  |  |            |            |  |  |        |        |
|  | Ryu Shikun           | W+4,5       |  |  |                   |               | Ryu Shikun   |                   |             |             |  |  |            |            |  |  |        |        |
|  | Hideichiro Iguchi    |             |  |  | Kōichi Kobayashi  | B+3,5         |              |                   |             |             |  |  |            |            |  |  |        |        |
|  | Shigeaki Yokota      | B+4,5       |  |  | Shigeaki Yokota   |               |              |                   |             |             |  |  |            |            |  |  |        |        |
|  | Hideo Otake          |             |  |  | Cho Chikun        | W+R           |              |                   |             |             |  |  |            |            |  |  |        |        |
|  | Cho Chikun           | W+0,5       |  |  |                   |               | Cho Chikun   |                   |             |             |  |  |            |            |  |  |        |        |
|  | Atsushi Kato         |             |  |  | Kōichi Kobayashi  | B+0,5         |              |                   |             |             |  |  |            |            |  |  |        |        |
|  | Jo Kenmochi          | W+2,5       |  |  | Jo Kenmochi       |               |              |                   |             |             |  |  |            |            |  |  |        |        |
|  | Takashi Kono         |             |  |  | Kōichi Kobayashi  | B+R           |              |                   |             |             |  |  |            |            |  |  |        |        |
|  | Kōichi Kobayashi     | B+R         |  |  |                   |               |              |                   |             |             |  |  |            |            |  |  |        |        |

### Finale
La finale è una sfida al meglio delle cinque partite, il detentore Keigo Yamashita ha affrontato lo sfidante scelto tramite il processo di qualificazione.